# Ameluca
Ameluca är en ort i Mexiko.   Den ligger i kommunen Pantepec och delstaten Puebla, i den sydöstra delen av landet, 180 km nordost om huvudstaden Mexico City. Ameluca ligger 187 meter över havet och antalet invånare är 1 126.
Terrängen runt Ameluca är kuperad söderut, men norrut är den platt. Runt Ameluca är det ganska tätbefolkat, med 58 invånare per kvadratkilometer. Närmaste större samhälle är Venustiano Carranza, 17,6 km öster om Ameluca. Omgivningarna runt Ameluca är en mosaik av jordbruksmark och naturlig växtlighet.